# The City Center @ Batavia City
The City Center @ Batavia City est un gratte-ciel de 208 mètres construit en 2012 à Jakarta en Indonésie.